# عين درافيل
عين درافيل هي قرية لبنانية من قرى قضاء عاليه في محافظة جبل لبنان.